# 鈴木基行 (工学者)
鈴木 基行（すずき もとゆき、1951年1月15日 - ） は、日本の土木工学者。東北大学名誉教授。工学博士、土木学会認定特別上級土木技術者（鋼・コンクリート）。コスモシステム技術顧問、オリエンタル白石技術顧問、福山コンサルタント技術顧問、大和小田急建設技術アドバイザー、飛島建設技術アドバイザーなども歴任した。

## 人物・経歴
沼津市生まれ。1975年東北大学工学部土木工学科卒業。1977年東北大学大学院工学研究科修士課程修了。1978年東北大学大学院工学研究科博士課程中退、東北大学工学部助手。1988年工学博士。1989年東北大学工学部助教授。1994年建設省土木研究所地震防災部主任研究員。1996年東北大学工学部助教授。
1997年東北大学大学院工学研究科土木工学専攻教授。2009年土木学会構造工学委員会委員長、日本コンクリート工学協会理事。2010年日本機械化協会理事。2011年建設工学研究振興会理事長。2012年仙台地方裁判所専門委員、仙台市地下鉄東西線技術検討委員会委員。2013年仙台地方裁判所民事調停委員。
2014年国土交通省東北地方整備局新技術活用評価会議委員長、大和小田急建設技術アドバイザー、飛島建設技術アドバイザー、東日本旅客鉄道JR東北技術研究会会長、仙台地方裁判所専門委員、東日本高速道路宮城地域技術懇談会委員長、土木研究所外部評価委員、土木学会東北支部長、日本道路協会橋梁委員会委員。
2015年コスモシステム技術顧問、オリエンタル白石技術顧問、オリエンタルコンサルタンツ東北支店技術顧問、鉄道建設・運輸施設整備支援機構総合評価審査委員会委員、宮城県公共工事等入札・契約適正化委員会委員、日本鉄筋継手協会東北支部長。2016年に定年退職後、東北大学名誉教授、みやぎ建設総合センター理事、福山コンサルタント技術顧問。

## 著書
- 『設計：わかり易い土木講座』（尾坂芳夫と共著）彰国社 1997年
- 『構造力学徹底演習 : ステップアップで実力がつく 基礎から応用まで243問・詳細解答』森北出版 2006年

## 受賞
- 土木学会功績賞[7][8]、土木学会吉田賞、土木学会田中賞、土木学会論文賞、日本コンクリート工学協会賞、構造工学シンポジウム論文賞等[3]。